# Zamek w Danaborzu
Zamek w Danaborzu – nieistniejący zamek rycerski rodu Danaborskich w Danaborzu w Wielkopolsce.

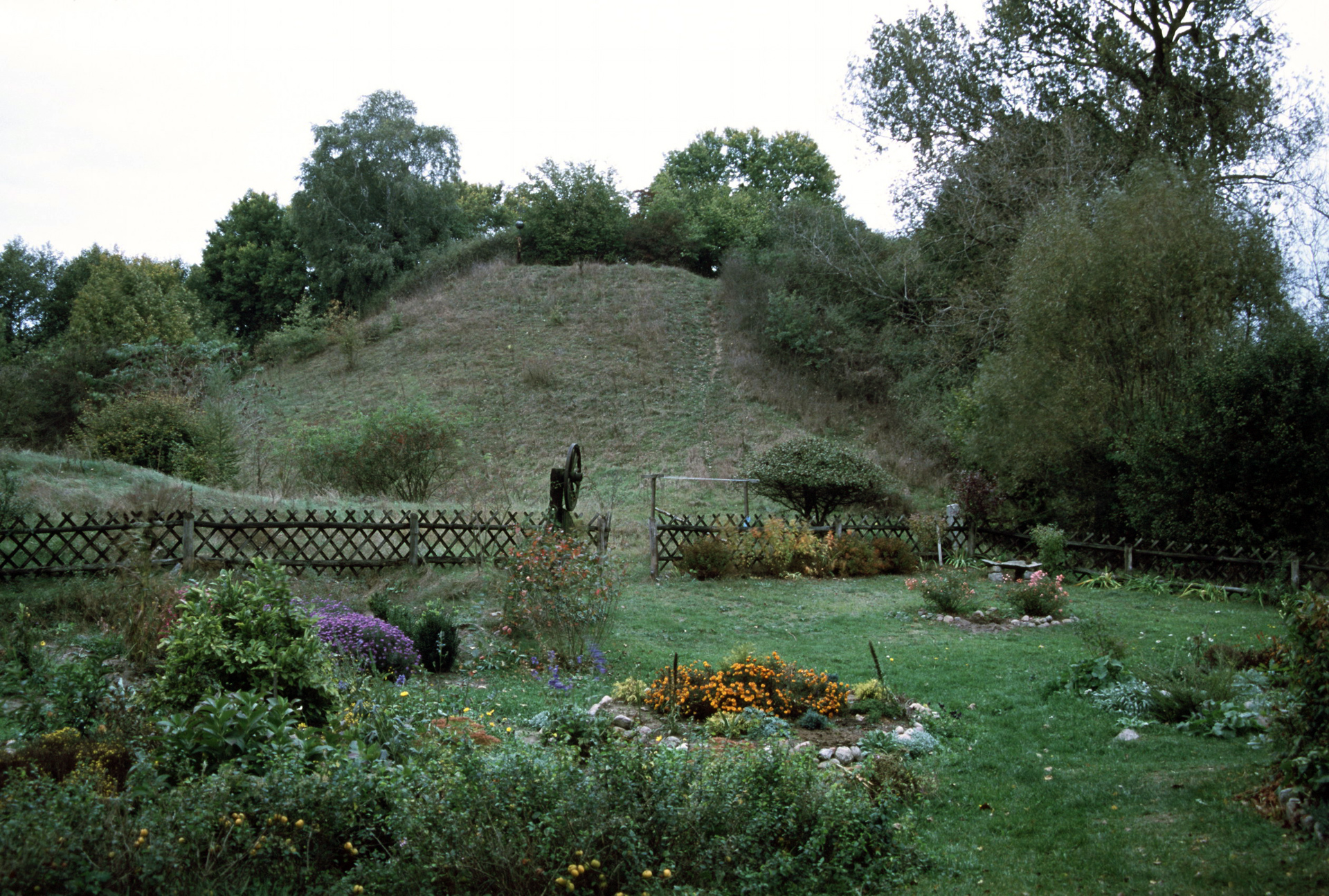
Pozostałość zamku w Danaborzu

W XV wieku ród Danaborskich, którego najwybitniejszym przedstawicielem był Włodko z Danaborza, zbudował nad Jeziorem Grylewskim gotycką wieżę mieszkalną (donżon) oraz na sąsiedmim południowym wzgórzu gotycki kościół. Wieża pełniła funkcję mieszkalną i obronną. Zbudowana na szczycie kopca ceglana wieża na kamiennym fundamencie na planie prostokąta o wymiarach 9 x 15 metrów nie zachowała się. Pozostałością po tej siedzibie jest jedynie kopiec nad jeziorem. Pierwotna forma owego zamku jest wciąż niedostatecznie rozpoznana, dla jej rekonstrukcji dysponujemy jedynie danymi zebranymi przez Juliusa Kohtego w XIX wieku. Całość otaczały koliste wały ziemne. 
Od czasów Kohtego nie udało się badaczom przedmiotu wnieść żadnych nowych danych ani odnośnie do formy, ani też do inicjatora budowy i czasu powstania danaborskiej realizacji, interpretowanej jako wieżowa siedziba podobna do zamku w Gołańczy.
Obiekt jest wpisany do rejestru zabytków od 1930 roku.
Na wzgórzu na południe od zamku od 10 lipca do 10 sierpnia 2000 roku prowadzono wykopaliska archeologiczne pod kierunkiem mgr Mirosławy Dernogi (Wojewódzki Oddział Służby Ochrony Zabytków w Poznaniu, Delegatura w Pile), finansowane przez Wielkopolskiego Wojewódzkiego Konserwatora Zabytków. W miejscu tym w 2001 roku odkryto m.in. sześciokątny zarys kościoła gotyckiego o grubości ścian wynoszącej 2 metry.